# 古河公方
古河公方（日语：／〔〕 Kogakubō）是日本室町時代後期至戰國時代的公方，出自於以下總國古河（現茨城縣古河市）為根據地的關東足利氏。享德4年（1455年），第5任鎌倉公方足利成氏將根據地由鎌倉遷移至古河，並且成為首任古河公方，是為享德之亂。其後，足利政氏、足利高基、足利晴氏和足利義氏先後擔任古河公方，政權維持長達130年，御所則以古河城為主。由於古河公方是鎌倉公方的嫡流，因此有時也統稱為關東公方（日语：／ Kantōkubō）。促使古河公方成立的享德之亂，在性質上與應仁、文明之亂相近，是導致關東地方進入戰國時代的原因，不但舊有的政治體制受到巨大的影響，亦造就新興勢力後北條氏崛起。另外，由於在戰國時代關於關東的史料相當豐富，因此通常以後北條氏的發展過程為軸心來解說，相對地在後北條氏以前的情況則較缺乏關注。然而，通過近年的研究顯示，關東的各豪族大多以鎌倉公方嫡流出身的古河公方為首，換言之古河公方亦曾經權傾一時。古河公方成立初期盤据於東關東一帶，在得到千葉氏等武家氏族支持下，與得到關東管領山內上杉氏和扇谷上杉氏等的堀越公方對立。其後，後北條氏進佔關東，古河公方曾經與舊敵山內上杉氏和扇谷上杉氏聯手，可是在河越城之戰中敗北。勝出的後北條氏則通過混入古河公方內部，破壞其體制，並且利用其體制支配關東。後期，繼承關東管領地位的上杉謙信雖然曾經擁立足利藤氏與北條氏政支持的古河公方足利義氏對立，但是隨著越相同盟成立，失去利用價值的古河公方隨著義氏的死去而自然消滅。因此，關東踏入戰國時代的時段為古河公方成立開始，直至後北條氏被豐臣秀吉消滅為止。進入江戶時代後，古河公方的末裔以喜連川氏的身份存續下去。

## 成立背景

### 永享之亂和結城合戰

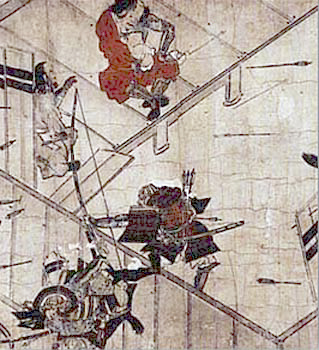
足利持氏自殺圖（結城合戰繪詞）

貞和5年（1349年），室町幕府為了管理關東各國而設立鎌倉府，管治範圍包括上野國、下野國、常陸國、武藏國、上總國、下總國、安房國、相模國、伊豆國和甲斐國（現關東地方、伊豆半島和山梨縣），後來再加上陸奧國和出羽國（現東北地方）。
鎌倉府由关东公方、擔任輔佐的關東管領、各國的守護、奉行眾和奉公眾等組成。室町幕府首任將軍足利尊氏讓其次子足利基氏成為首任关东公方，雖然其後由足利氏滿和足利滿兼等先後繼承，但是卻逐漸脫離幕府的控制，轉為獨自採取行動。永享11年（1439年），第4任关东公方足利持氏與第6任將軍足利義教、關東管領上杉憲實對立，最終持氏敗北，鎌倉府亦宣告滅亡，是為永享之亂。
翌年，結城氏朝等豪族由於不滿幕府與關東管領上杉氏，便在下總結城城擁立持氏之子足利春玉丸和足利安王丸兄弟，並且籠城，但是遭到上杉清方鎮壓，是為結城合戰。永享之亂和結城合戰後，上杉氏成功擴大領地，與此同時關東豪族則受到壓迫，成為日後大亂的遠因。

### 復興鎌倉府
將軍義教死後，幕府同意持氏舊臣復興鎌倉府的請求，在文安4年（1447年）持氏之子足利成氏就任第5任关东公方。成氏在幕閣內有前管領畠山持國的支援，上杉氏亦期待成氏能夠成功解決上杉氏與各豪族的對立，同時關東管領亦由憲實之子上杉憲忠繼任。
然而，小山氏、結城氏、宇都宮氏、千葉氏、那須氏和小田氏等傳統豪族與關東管領山內上杉氏、扇谷上杉氏的緊張關係未有改善，在寶德2年（1450年），山內上杉氏家宰長尾景仲聯同扇谷上杉氏家宰太田資清襲擊成氏，引發江之島合戰。成功逃脫的成氏請求幕府對兩人作出處分不果。享德元年（1452年），細川勝元成為新任管領，幕府對關東的政策亦產生變化，关东公方的形勢變得嚴峻。

### 古河公方成立（享德之亂和首任足利成氏的時代）
享德3年（1454年），成氏謀殺關東管領憲忠，從而引發享德之亂。享德4年（1455年），成氏雖然在分倍河原之戰和小栗城（現茨城縣筑西市內）之戰等取得優勢，但是後來室町幕府決定討伐成氏，並且在同年6月派今川範忠前往支援上杉軍，而且趁成氏遠征期間，攻佔了鎌倉公方根據地鎌倉。其後，成氏以下總古河為新據點，自此稱為古河公方。同年7月，元號改為康正，但是成氏未服從改元的決定，而是繼續使用享德為年號，此時開始的內亂便稱為「享德之亂」。
另一方面，在長祿2年（1458年），室町幕府任命足利政知為新任关东公方，但是政知未有前往鎌倉上任，而是在伊豆堀越（現靜岡縣伊豆之國市）建立御所，稱為堀越公方。其後約30年，主要以下野、常陸、下總、上總和安房為勢力範圍的古河公方聯合傳統豪族勢力，與主要以上野、武藏、相模和伊豆為勢力範圍的幕府、堀越公方、關東管領山內上杉氏和扇谷上杉氏勢力，將關東分為東西兩邊，交戰不斷。
形勢不利的上杉軍在建立五十子陣後，以河越城、岩付城和江戶城等地為據點進行反擊，導致雙方長年處於拉据的戰況。然而在文明8年（1476年），山內上杉氏家宰之爭的長尾景春之亂爆發，古河公方成氏便在文明14年11月27日（1483年1月6日）趁機與幕府和解，是為都鄙合體。
通過和解，堀越公方取得伊豆國的支配權，幕府亦實際上承認成氏的公方地位。然而，古河公方與堀越公方並立，加上山內和扇谷兩上杉氏之間爆發的長享之亂等不穩的狀況持續，成氏亦無法返回鎌倉。當時，鎌倉由相模守護扇谷上杉氏支配，但是在永正9年（1512年）8月左右落入伊勢宗瑞（即後來的北條早雲）手上。

## 以古河為據點

### 遷移古河的背景
享德之亂時，成氏以古河為據點的理由是古河位處於鎌倉公方的御料所下河邊莊內，在據點仍在鎌倉時，下河邊莊已經有一定的經濟基礎，足利氏家臣簗田氏在下河邊莊內的水海、關宿以及野田氏在古河、栗橋為領地發展，在成氏遷移至古河後，關宿城和栗橋城也發揮支援古河公方的作用。地理上，古河周圍是利根川和渡良瀨川等大小河流、湖泊和濕地，由於有天然的護城河保護，可謂易守難攻，自南北朝時代開始已經是戰略要地。另外，成氏遷移至古河時，下野、下總和大半部分的常陸均處於古河公方的勢力之下，而相模、伊豆、大半部分的上野和武藏則由上杉氏支配。換言之，上野東部、武藏東北部和常陸南部這些兩軍相爭的地方，各自與位處於下總的古河相當接近，便於集結各地支持古河公方的勢力，支持古河公方的武家或豪族包括下野的宇都宮氏（宇都宮明綱和宇都宮正綱）、那須資持、小山持政、下總的結城氏（最初是結城成朝，後來是結城氏廣）、千葉氏（馬加康胤、千葉輔胤和千葉孝胤）、常陸的佐竹義俊、小田持家和上野東部的岩松持國等等，其中特別是小山持政，成氏以「兄弟契盟」來稱呼兩家的關係，有強烈的互信。宇都宮氏和千葉氏等，家中本來分為支持和反對兩派，最終均選擇靠攏古河公方。上杉氏影響力較弱的上總和安房則分別由古河公方家臣武田信長和里見氏進駐。另一方面，常陸南部的筑波郡、稻敷郡和真壁郡則以上杉氏的影響力較大。在交通方面，古河周圍匯集各條河流，在渡良瀨川和利根川水系的上流思川可通往足利氏家鄉下野足利莊和岩松氏、小山氏等有力豪族的據點，下流的太日川（現江戶川）則流經古河公方御料所的下河邊莊（當時渡良瀨川和利根川的河口位於東京灣）。另外，在常陸川（現利根川下流、茨城和千葉縣交界）水系則能夠通往印旛沼，與以佐倉為據點的有力豪族千葉氏連成一線。

### 古河在中世紀時的概況

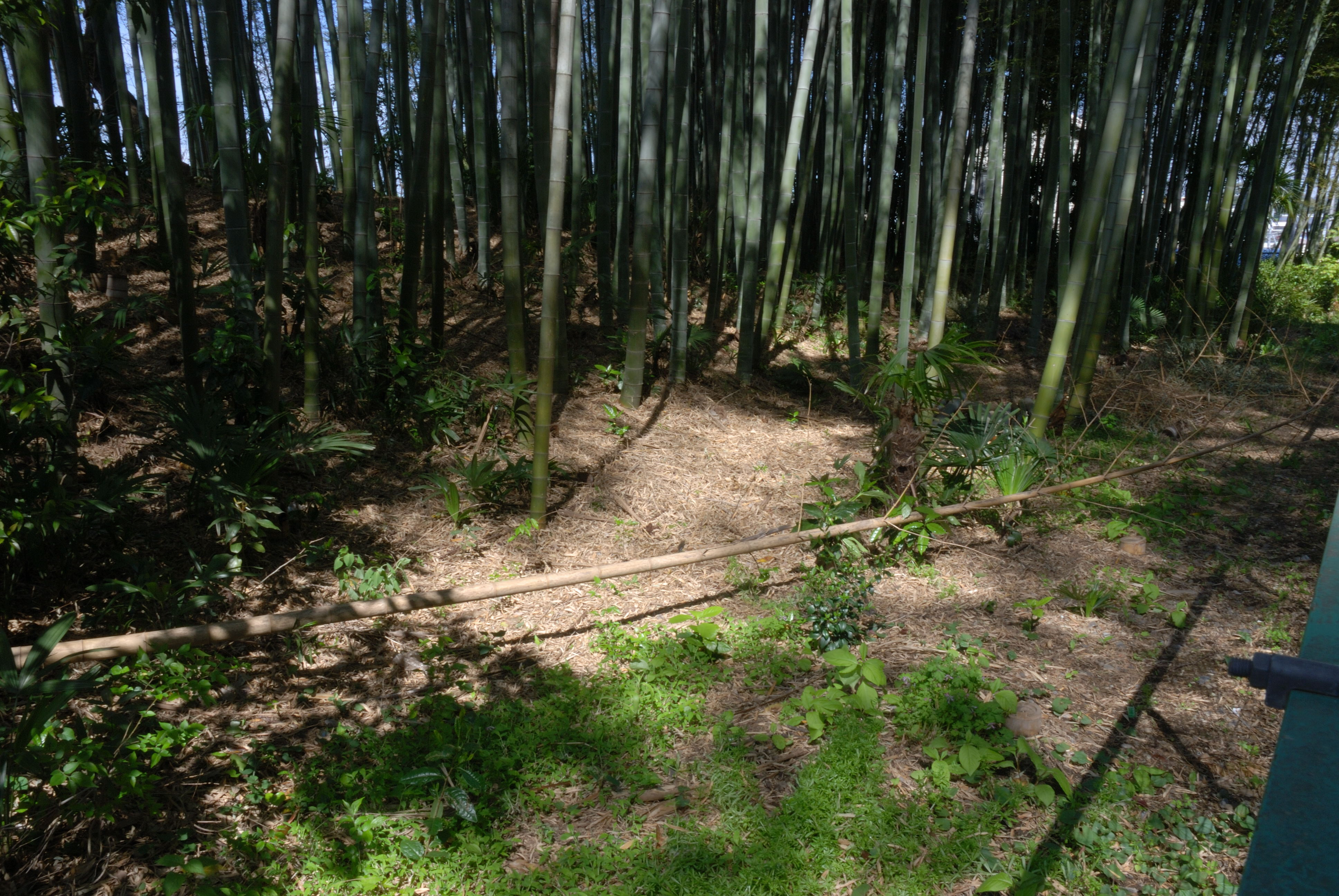
櫻町曲輪

自成氏遷移至古河後，古河作為第二處鎌倉，成為東國的新都，由於繼承了鎌倉府的政治、權力和組織，因此也稱為古河府。
享德20年（1471年），在李氏朝鮮的申叔舟的《海東諸國紀》中記載：「位於上總州的鎌倉殿（成氏）的居所叫作東都」，其中的「東都」便可能是古河。另外按《松陰私語》記載，出仕於古河公方的武將也對外表示自己出仕於鎌倉，顯示古河公方也認為自己是鎌倉公方。
在江戶時代，古河一帶變化甚大，古河公方時代的痕跡僅剩餘少部分。中世紀的古河公方御所位於近世的古河城本丸，而且在近世以前通往奧州的古街道橫越了古河城內，在觀音寺曲輪和櫻町曲輪也有宿場的痕跡。按《松陰私語》記載，文明年間上野的岩松尚純前往古河出仕時，從其居城金山城乘船在利根川往來古河，當時古河御所建有「四足御門」，周圍則是家臣的居所，座頭、跳舞和猿樂等賣藝活動亦曾經在當地盛極一時。另外，第2任古河公方政氏在任時，連歌師豬苗代兼載接受公方家侍醫田代三喜治療時曾經停留在古河，並且舉行句會。
很多來自鎌倉的奉公眾、其他家臣、僧侶和文化人等遷入古河。經營廻船、運輸業、倉庫、金融業的商人和製造馬具的工匠等亦居住於以古河城為中心發展的城下町，在經濟、醫療、技術、宗教和文化方面，古河均是東國的尖端。而且，古河相當大程度繼承鎌倉的政治、經濟和文化方面的作用，同時繼承鎌倉府的政治、權力和組織，因此也稱為古河府。
古河市內的寺社多源於古河公方時代，通常假定為足利氏引入的文化。
- 尊勝院（日语：尊勝院 (古河市)）：原本位於鎌倉，深受足利尊氏父親足利貞氏（日语：足利貞氏）信奉，由成氏將其轉移至古河，現在位於古河市內二丁目（本町）。
- 神宮寺（日语：神宮寺 (古河市)）：僧人良宥歸順成氏而在鎌倉開設的寺廟，後來由成氏遷往古河，現在位於古河市岡二丁目（橫山町）。
- 鳳桐寺（日语：鳳桐寺）：成氏在鎌倉上川原村（現神奈川縣昭島市內）創建，傳說鳳凰曾經停留在境內的古桐樹上，後來由成氏遷往古河，現在位於古河市內牧野地。
- 長谷觀音：成氏為了去除古河城（御所）的鬼門，在明應2年(1493年)從鎌倉請長谷觀音而建，現在位於古河市內長谷町。
- 滿福寺（日语：満福寺 (野木町)）：由成氏創建，成氏與連歌師猪苗代兼載的墓地所在，現在位於栃木縣野木町野渡。
- 永仙院（日语：永仙院 (古河市)）：由成氏創建，鎌倉圓覺寺的末寺，最初以成氏的法號稱為「乾亨院」，後來改以第4任的晴氏法號稱為「永仙院」，位於古河市內長谷，但是在明治初期廢棄。
- 德源院（日语：徳源院 (古河市)）：最初以第3任高基正室的法號稱為「瑞雲院」，後來改以由晴氏正室的法號稱為「芳春院」，及後再以足利氏姬（日语：足利氏姫）的法號改為「德源院」，在明治初期廢棄，遺跡位於古河市內鴻巢的古河總合公園（日语：古河総合公園）內。根據該院過去的文獻記載，曾經以第5任義氏的法號稱為「香雲院」，也是義氏墓所所在。
- 松月院（日语：松月院 (古河市)）：最初以高基的法號稱為「千光院」。後來改以足利義親（日语：喜連川義親）正室的法號稱為「松月院」，位於古河市內牧野地，在明治初期廢棄，現址是「松月院御所塚」和附近的小公園。
- 大聖院（日语：大聖院 (古河市)）：由第2任政氏或高基於大永3年（1523年）創建，最初稱為「永昌寺」，位處於近世古河城內，但是及後廢棄。後來北條氏康之妹晴氏正室芳春院和義氏正室淨光院，為了憑弔氏康，在古河市內坂間重新建造寺廟，並且以氏康的法號稱為「大聖院」。元和6年（1620年），遷移至現在古河市內南新町（本町）。
- 德星寺（日语：徳星寺 (古河市)）：建治元年（1275年）創建，後來成為成氏祈願的地方，原本位處近世古河城的立崎曲輪，其後在天正18年（1590年），寺廟與氏姬一同轉移至古河市內鴻巢，在寬文2年（1662年）轉往現址古河市內橫山町。
- 雀神社（日语：雀神社 (古河市)）：由崇神天皇的御代於貞觀年間（859年 - 877年）創建，由於受到成氏的敬仰，晴氏正室芳春院曾經捐贈鍔口（日语：鍔口），而氏姬亦曾經捐贈駒崎的所領。原本位於古河城內的茂平河岸（櫻町曲輪）附近，隨著城池的擴建而遷至古河市內厩町（宮前町）。
- 八幡町八幡神社（日语：八幡神社 (古河市八幡町)）：由成氏從鎌倉的鶴岡八幡宮請至古河城三之丸而建，後來在寬永19年（1642年），由於土井利勝去際古河城的鬼門而遷至古河市內八幡町（本町）。
- 北新町八幡神社（日语：八幡神社 (古河市北新町)）：由成氏從鎌倉的鶴岡八幡宮請至古河城諏訪曲輪，後來在寬永13年（1636年，隨著古河城擴建而遷至古河市內北新町（本町）。
- 真光寺（日语：真光寺 (加須市)）：位於古河城隔著渡良瀨川對岸的埼玉縣加須市向古河。按《松陰私語》記載，文明10年（1478年），成氏等人從武藏成田返回時，曾經在真光寺的「觀音堂」休息，並且吃瓜[25]，後來廢棄，遺跡是加須市北川邊地域的指定文化財（史跡）。

## 「公方－管領體制」重建（山內和扇谷上杉家）

### 兩上杉氏之間的抗爭（長享之亂、第二代足利政氏與上杉顯定）

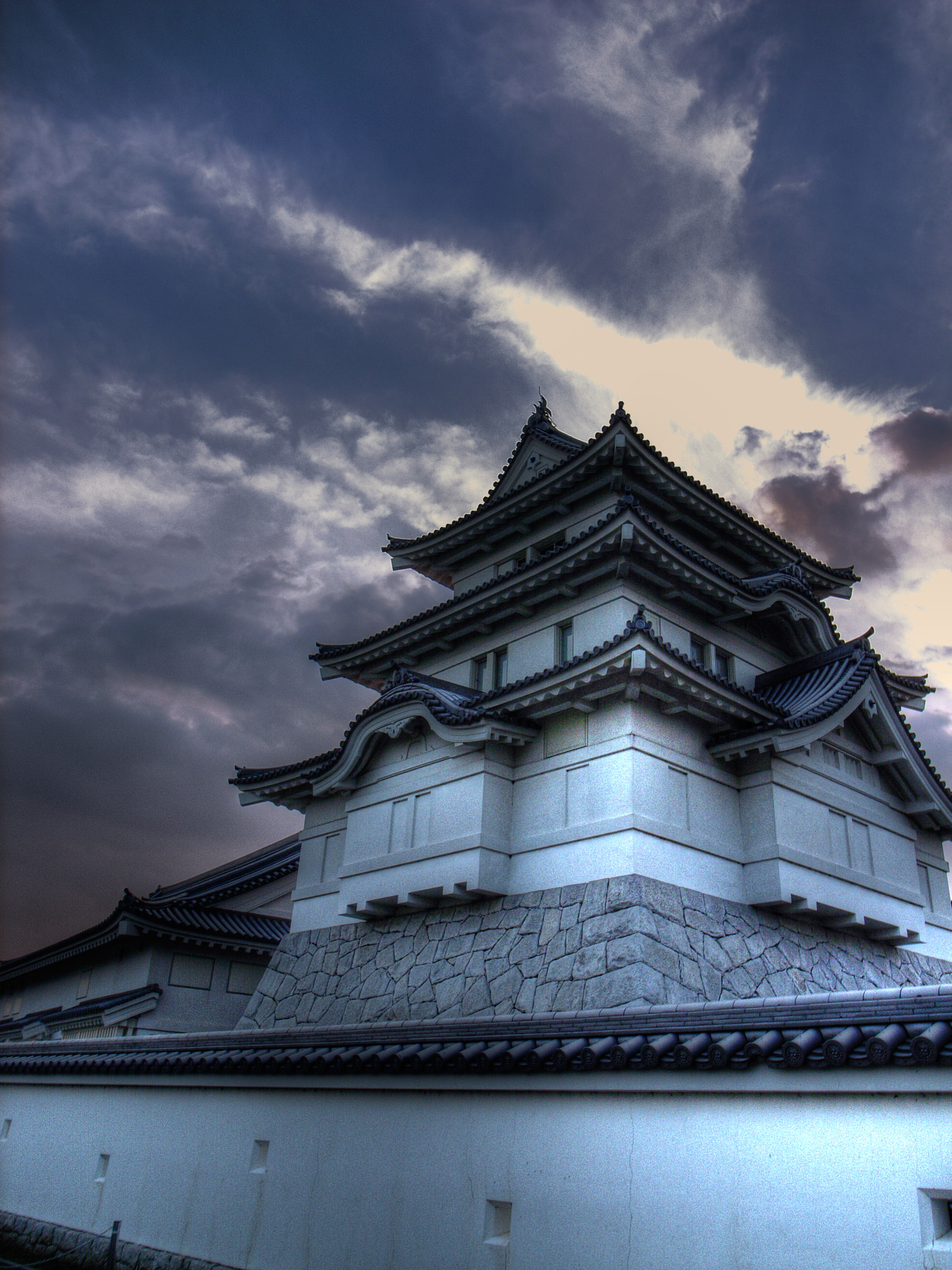
關宿城

享德之亂結束後，山內上杉家和扇谷上杉家之間爆發長享之亂。扇谷上杉定正暗殺家宰太田道灌後的長享2年（1488年），山內上杉顯定開始進攻扇谷上杉氏，定正得到古河公方成氏和政氏的支援，在相模實蒔原（現神奈川縣伊勢原市）、武藏須賀谷原（現埼玉縣嵐山町）和武藏高見原（現埼玉縣小川町）的合戰中取得優勢。
然而在明應3年（1494年），定正突然在陣中死去，繼承家督之位的上杉朝良得到駿河國的今川氏親和伊勢宗瑞（後來的北條早雲）等的支援，古河公方便轉而支持顯定，雖然在永正元年（1504年）武藏立河原大破扇谷上杉氏，但是在永正2年山內上杉氏進攻朝良的根據地河越城時，朝良和顯定和解，使長享之亂結束。
在這場戰事中，古河公方加強與顯定的關係，在堀越公方滅亡以及上杉朝良勾結外部勢力（伊勢宗瑞等）等不穩定因素出現的情況下，顯定以關東管領的身份出仕於政氏，並且迎政氏之弟上杉顯實為養子來繼承山內上杉氏，讓關東管領成為古河公的方「御一家」，逐步重建「公方－管領體制」，恢復關東地方的秩序。

### 公方家內亂（永正之亂、政氏與第三代足利高基）
永正3年（1506年），政氏嫡子足利高基，由於與政氏不和，便拜托義父宇都宮成綱遷移至下野宇都宮，引發永正之亂。兩人不和的原因可能是支撐政氏的顯定與高基之間存有芥蒂，高基亦曾被要求出示對顯定絕無二心的誓文。另外，有些意見認為政氏重視與山內上杉氏關係的同時，高基則重視對立的後北條氏。此外，高基的正室是宇都宮成綱之女瑞雲院，由於以前從未有過公方家迎娶傳統豪族出身的女子為正室的例子，因此高基與宇都宮氏之間的關係應該非比尋常。有些意見認為宇都宮氏在領主之間的爭奪中，擁立高基。
永正6年（1509年），在顯定等人調停下，高基與政氏和解，返回古河。翌年，顯定在越後戰死後不久，高基再次離開古河城，並且遷移至公方家家臣簗田高助的關宿城。同時，山內上杉家則陷入家督爭奪戰，政氏支持其弟上杉顯實，高基則支持上杉憲房，導致原本公方家的內亂，擴展至關東管領家。
永正9年（1512年），憲房攻佔顯實的根據地武藏鉢形城後，顯實在政氏協助下逃至古河城，接著政氏也在小山成長協助下逃至小山祇園城。高基則進入古河城，成為第3任古河公方，「公方－管領體制」由政氏和顯定（顯實）體制過渡至高基和憲房體制。其後，憲房亦迎高基之子上杉憲寬為養子，成為關東管領的繼任人。
永正13年（1516年），高基勢力的中心人物宇都宮成綱在繩釣之戰中擊敗支持政氏的佐竹義舜和岩城由隆，原本支持政氏的那須氏和小山氏亦先後倒戈加入高基陣營，無法扭轉形勢的政氏在扇谷上杉朝良協助下移至岩付城，並且在永正15年（1518年）朝良死去後，於甘棠院（現埼玉縣久喜市）隱居。

## 公方權力分裂（古河與小弓的嫡流之爭）

### 小弓公方成立（足利高基時代）

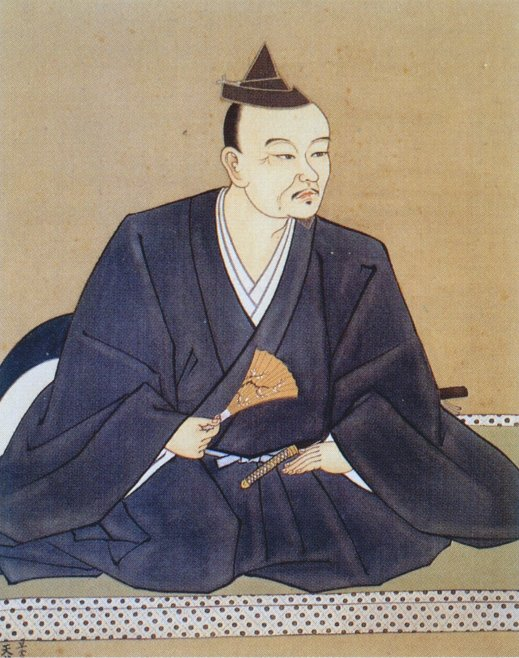
北條氏綱

足利高基之弟足利義明原本是雪下殿（鶴岡八幡宮若宮別當），自稱空然，後來還俗改名義明。自首任公方成氏時代開始，便讓其弟定尊擔任雪下殿，以「公方－社家體制」的形式，使社家能夠支援公方統治。
永正之亂初期，義明雖然曾經協助高基，但是當高基就任古河公方後，義明開始獨立行動。永正14年（1517年），上總真理谷（現千葉縣木更津市真里谷）的武田氏攻佔高基勢力下總原氏的小弓城，後來義明便從下河邊莊高柳（現埼玉縣久喜市高柳）遷至小弓城，並且稱自己才是政氏的繼任人，與嫡流的高基相爭，稱為小弓公方。最終，公方權力分裂，沿用的「公方－社家體制」亦名存實亡。小弓公方曾經獲得扇谷上杉朝良、安房里見氏、常陸小田氏和多賀谷氏的支持，而北條氏綱由於與真理谷武田氏的關係，亦支持小弓公方。
永正16年（1519年），高基領軍進攻小弓勢力下的椎津城，但是遭到義明勢力的里見氏擊退。其後，在古河勢力下的高城氏據點根木內城與小弓勢力下的名都借城等地，雙方激戰連場，古河勢力的重要據點關宿城亦受到小弓勢力的威脅。

### 小弓公方滅亡（國府台合戰和第四代足利晴氏）
天文2年（1533年）或天文3年，支持小弓公方的安房里見氏和上總真理谷武田氏，先後爆發家督之爭。此時，義明支持里見義豐和真里谷信應，北條氏綱則支持里見義堯和真里谷信隆。連場家督之爭的結果，里見氏和武田氏均元氣大傷，其中武田氏更是大幅衰退。與此同時，後北條氏進攻武藏，逼使扇谷上杉氏勢力撤退，從而讓小弓公方周遭發生很大變化。
享祿4年（1531年），經歷關東享祿之內亂後，古河公方由高基的嫡子足利晴氏擔任，關東管領亦從高基次子上杉憲寛，改為由嫡流的上杉憲政擔任。天文7年（1538年），後北條氏奉第4任古河公方晴氏之命，發動國府台合戰成功消滅小弓公方，古河公方的分裂狀態亦就此結束。

## 與後北條氏相輔相乘

### 公方體制內的後北條氏崛起（足利晴氏與北條氏綱）
晴氏借助氏綱之力在國府台合戰取得勝利後，後北條氏在古河公方體制內的影響力增加。天文8年（1539年），晴氏迎娶氏綱之女（後來的芳春院），並且誕下後來繼承公方之位的足利義氏。原本這樁婚事是高基與後北條氏早已約定，但是晴氏卻置之不理，直至國府台合戰後，再也沒有理由拒絕勢力大增的氏綱。自此，氏綱以自己是古河公方足利氏「御一家」和關東管領的地位，向其他對後北條氏有所警戒的周邊豪族，主張自己支配關東的正統性。

### 晴氏與北條氏康對立（河越合戰）

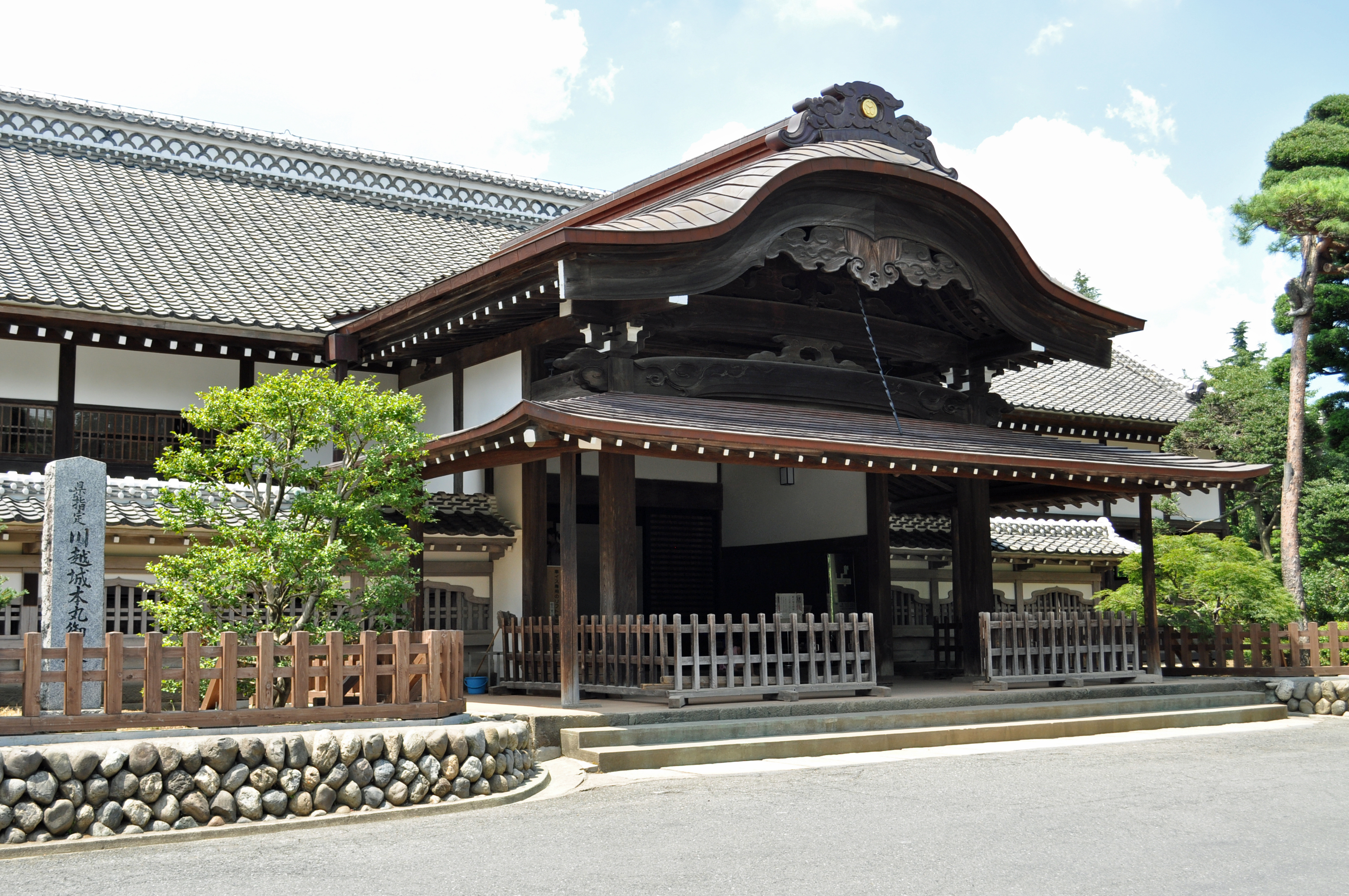
河越城

扇谷上杉氏不敵後北條氏的進攻而節節敗退，在大永4年（1524年）江戶城和岩付城接連失守，在天文6年（1537年）根據地河越城亦陷落。然而在天文10年（1541年），氏綱死後，山內上杉氏聯合扇谷上杉氏展開反撃。扇谷上杉朝定、山內上杉憲政聯同駿河的今川義元夾擊後北條氏，並且在天文14年（1545年）包圍河越城。
繼承後北條氏的北條氏康向晴氏請求支援，但是晴氏選擇靜觀其變，最終他接受憲政的請求，親自領兵攻打河越城。不過，在天文15年（1546年）爆發的河越城之戰中，兩上杉和古河公方的聯軍大敗給兵力較少的後北條氏，朝定戰死，憲政則逃至上野平井城，晴氏亦逃至古河城。其後，憲政逃往越後，導致上野亦落入後北條氏手上。
處於劣勢的晴氏難以拒絕後北條氏介入公方家，他將原本預定繼任古河公方的足利藤氏廢嫡，自己則在天文21年（1552年）將公方之位讓給氏康的外甥其女婿足利義氏。就任第5任古河公方的義氏在後北條氏的庇護下行使公方權力，促使後北條氏介入關東各豪族。義氏在繼承家督後的天文22年（1553年），居於後北條氏家臣遠山氏支配的下總葛西城，並且在天文24年（1554年）11月於同一地方舉行元服儀式。自此，直至永祿元年（1558年）前往鶴岡八幡宮參拜為止，義氏也被稱為「葛西大人」。
天文23年（1554年），晴氏與藤氏在古河城籠城，但是最終不敵後北條氏，晴氏被幽禁於相模秦野。弘治3年（1557年），晴氏重返古河城試圖再次對抗後北條氏，但是遭到親近後北條氏的公方家家臣野田氏幽禁於栗橋城，並且在永祿3年（1560年）死去。永祿元年（1558年），身在鎌倉的義氏遷移至鄰近古河的關宿城，這是由於後北條氏希望削弱不願服從其勢力的公方家家臣簗田氏，因此便安排義氏入主其根據地關宿城，礙於不能違抗主命，簗田晴助惟有獻城。

### 北條氏政與上杉謙信擁立公方之爭（第5任足利義氏和足利藤氏）

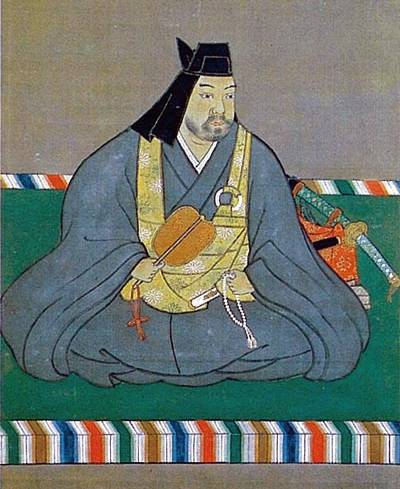
上杉謙信

永祿3年（1560年），氏康隱居，由北條氏政繼任家督後不久，長尾景虎（後來的上杉謙信）便開始進攻關東。謙信取得將軍足利義輝的御內書，加上奉逃至越後的關東管領憲政之命，從三國峠進入上野。永祿4年（1561年），上杉氏率軍包圍義氏的關宿城，謙信亦在古河城擁立藤氏，宣稱他才是正統的古河公方。此時，支持謙信的憲政和近衛前久進入了古河城。另一方面，義氏在後北條氏撐腰下，催促關東各勢力出兵，但是自己最終卻撤出關宿城。
同年，謙信進攻後北條氏的根據地小田原城，但是無法攻陷，最終退兵。其後，謙信承繼憲政的山內上杉家名號，繼任關東管領。自此，謙信與氏政便各自擁立不同的古河公方，自身也為了誰才是正統的關東管領而爭鬥不斷。其後，經過雙方不斷交戰，於永祿5年（1562年），藤氏和憲政在遭到北條氏照的攻擊下撤離古河城。

### 古河公方滅亡
永祿12年（1569年），為了提防武田信玄，謙信與氏政成立越相同盟，促使義氏返回古河城，確立古河公方的地位。然而，隨著古河公方和關東管領的正統性爭議結束，雙方對關東管領的關注亦下降，「公方－管領體制」變得蕩然無存。越相同盟後，後北條氏確立在關東的支配權，再沒必要倚靠古河公方。古河公方家臣的知行亦由進駐栗橋城的北條氏照重新劃分，並且罷免支撐古河公方的嫡流家臣簗田晴助和一色直朝，將原本擔任要職的簗田氏和一色氏等氏族排除，改為讓忠於後北條氏的庶流出任要職。其後天正11年（1583年），義氏在無子繼承的情況下死去，古河公方亦自然地滅亡。其後，古河公方的宿老和家臣在古河城擁立義氏之女足利氏姬，讓古河足利家自身能夠存續下去。給予關東地方國人眾官位的權限雖然轉移給後北條氏，但是卻未能繼承五山的公帖發配權（古河公方的情況是鎌倉五山），一直向宿老眾發送「留待新任公方就任之時才決定」為名的形式上的公帖。

### 末裔（喜連川氏）
天正18年（1590年），豐臣秀吉消滅後北條氏後，讓身處於古河城的義氏之女氏姬與小弓公方的子孫足利國朝成婚，並且將下野喜連川賜給他。一般認為秀吉是惋惜古河足利絕後，亦有些意見認為關東公方的影響力仍然存在，因此通過延續公方家，從而牽制剛剛接管關東的德川家康。古河公方的末裔在江戶時代稱為喜連川氏，以大名身份格直至明治年間。因此，喜連川家在德川氏家系統治下的江戶時代中仍然享有不少特權。明治維新後，喜連川氏復姓足利，存續至今。

## 歷任古河公方
| 任    | 名稱     | 任期             | 負責輔佐的關東管領                                             | 備註                                                                    |
| ----- | -------- | ---------------- | -------------------------------------------------------------- | ----------------------------------------------------------------------- |
| 首任  | 足利成氏 | 1455年－1497年   | （上杉憲忠）                                                   | 第5任鎌倉公方。 謀殺憲忠後與關東管領（上杉房顯和上杉顯定）對立。        |
| 第2任 | 足利政氏 | 1497年－1512年   | 上杉顯定 上杉顯實（來自公方家的養子）                          |                                                                         |
| 第3任 | 足利高基 | 1512年－1535年   | 上杉憲房 上杉憲寬（來自公方家的養子） 上杉憲政（憲房的親生子） | 元服時名叫高氏，後來改名。 在宇都宮城綱和結城政朝等支持下就任古河公方。 |
| 第4任 | 足利晴氏 | 1535年－1552年   | 上杉憲政 北條氏綱（足利晴氏補任） 北條氏康（足利晴氏補任）     | 母親是宇都宮成綱之女瑞雲院。                                            |
| 第5任 | 足利義氏 | 1552年－1583年   | 北條氏康（足利義氏補任） 北條氏政（足利義氏補任） 上杉輝虎     | 母親是北條氏綱之女，與足利藤氏是異母兄弟。                              |
| -     | 足利藤氏 | 1561年－1562年？ | 上杉輝虎                                                       | 由不認同義氏就任古河公方的上杉輝虎擁立。 通常不計算作古河公方之一。     |
| -     | 足利氏姬 |                  |                                                                | 足利義氏的長女，子孫是後來的喜連川氏。                                  |